# Timocles (poeta tràgic)
Timocles (en llatí Timocles, en grec antic Τιμοκλῆς) fou un poeta tràgic grec de data desconeguda.
Ateneu de Naucratis el distingeix d'un altre poeta del mateix nom, Timocles, amb les paraules Τιμοκλῆς ὁ τῆς κωμῳδίας ποιητής, ἦ δὲ καὶ τραγῳδίας, ("Timocles el poeta de comèdia, però també n'hi havia un de tragèdia"). De la seva vida i obra no en dona cap informació.